# Old Sergeant’s Syndrome
Mit der Bezeichnung Old sergeant's syndrome (OSS) ist eine dysfunktionale Stressphase gemeint, die bei Soldaten des Zweiten Weltkrieges beschrieben wurde. Die einzige, vereinzelt zitierte wissenschaftliche Studie wurde 1949 veröffentlicht. Es handelt sich möglicherweise um eine besondere Form der – im englischen Sprachraum als Combat Stress Reaction (CSR) bezeichneten – Belastungsreaktionen auf Kampfeinsätze und somit wohl um eine im DSM-IV nicht gesondert erwähnte Form einer posttraumatischen Belastungsstörung. Allerdings müssen nicht unbedingt Extremerlebnisse eine solche Störung auslösen. Der Name nimmt Bezug auf die Beobachtung, dass sich vornehmlich ältere Soldaten anfällig für diese Störung zeigten.